# Christophe Haller
Christophe Haller (* 19. Juni 1957 in Basel) ist ein Schweizer Politiker (FDP).
Nach dem normalen Schulbesuch studierte Haller Nationalökonomie  an der Universität Basel. Im Jahr 1982 schloss er als lic. rer. pol. ab. Zurzeit arbeitet er als Generalagent bei der Vaudoise Versicherung in Basel.
Mit 20 Jahren nach der Matur trat er den Jungfreisinnigen bei und später der FDP Basel-Stadt. Ende der 1980er-Jahre präsidierte er die Jungfreisinnigen von Basel-Stadt. Im Jahre 1997 wurde er in den Basler Bürgerrat (Exekutive) gewählt und übte dieses Amt bis 2005 aus. Er war dort Departementsvorsteher des Bürgerlichen Waisenhauses und präsidierte im Amtsjahr 2001/02 den Bürgerrat. Zum 2. Februar 2005 wurde er in den Grossen Rat des Kantons Basel-Stadt gewählt und 2006 zum Präsidenten der FDP-Fraktion. Im Parlament ist er Mitglied in der Wirtschafts- und Abgabekommission sowie der Wahlvorbereitungskommission. Weiter hatte er in der Spezialkommission zur Revision des Pensionskassengesetzes Einsitz.
Haller ist verheiratet, hat drei Kinder und wohnt in Basel.